# Niccolò Jommelli
Niccolò Jommelli (Aversa, 10 settembre 1714 – Napoli, 25 agosto 1774) è stato un compositore italiano, tra i massimi rappresentanti della scuola musicale napoletana, principalmente nel campo dell'opera seria.

## Biografia

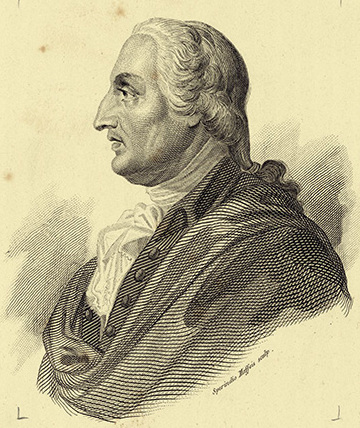
Ritratto di Niccolò Jommelli, compositore (1714-1774).

Niccolò Jommelli nacque ad Aversa, nel regno di Napoli. Un canonico di questa città, chiamato Mozzillo, gli insegnò i rudimenti della musica; all'età di sedici anni si recò poi a Napoli dove fu ammesso come allievo al Conservatorio di Sant'Onofrio a Porta Capuana, dove ricevette lezioni da Durante. Per motivi tuttora sconosciuti, suo padre lo ritirò da questa scuola per mandarlo al conservatorio della Pietà dei Turchini. Qui fu istruito nella musica da Prato, maestro oscuro e sconosciuto, e da Mancini artista distinto della grande scuola di canto italiana. Feo gli insegnò la composizione e Leo gli diede consigli sullo stile drammatico e su quello religioso. Il marchese di Villarosa assicura che l'istruzione musicale di Niccolò Jommelli fu curata da Nicola Fago, ma questo dato è in contraddizione con quanto riferisce Saverio Mattei, d'altronde c'è motivo di credere che quando Jommelli entrò nel conservatorio, Fago fosse già defunto.
Nelle sue prime produzioni, Jommelli non parve annunciarsi quello che poi sarebbe divenuto in seguito; seguendo la testimonianza che Piccinni ha lasciato a questo riguardo, sembrerebbe che Jommelli avesse ricevuto un'istruzione mediocre nei conservatori di Napoli e che verosimilmente non apprese l'arte di comporre se non dopo esserne uscito. Non bisogna prendere certamente quest'affermazione come del tutto vera, ma è indubbio che Jommelli, arrivato a Roma, trovò nei maestri di questa grande scuola uno stile ben più arioso di quello che aveva conosciuto fino ad allora, più libero e, in generale, più appropriato alla musica drammatica.
Poiché a quell'epoca aveva in progetto di scrivere musica sacra, dovette studiare con cura le opere sacre dei grandi maestri romani. Sia quel che sia, le prime opere di Jommelli furono dei balletti che non furono particolarmente notati, ma ben presto il suo genio trovò la maniera di esprimersi; scrisse delle cantate in cui la sua felice predisposizione per le espressioni drammatiche si fece apprezzare. Leo, dopo aver sentito un passaggio di un suo brano da una giovane artista fu talmente trasportato dal piacere che gridò: "Signora, non passerà molto e questo giovane sarà lo stupore e l'ammirazione di tutta l'Europa". Questa predizione non tardò ad avverarsi.
All'età di ventitré anni, Jommelli compose la sua prima opera, intitolata L'errore amoroso. Secondo Piccinni, Jommelli avrebbe contato così poco sul suo successo da farla rappresentare sotto il nome di un musicista non tanto conosciuto e stimato, soprannominato l'Alentino. L'opera fu invece un trionfo e infiammò Jommelli a un punto tale da fargli dedicare tutti i suoi sforzi alla musica drammatica.
L'anno successivo (1738) Jommelli diede al Teatro dei fiorentini la sua prima opera seria, Odoardo, che fu seguita da altre due nello spazio di diversi mesi.
Il nome del giovane artista cominciava già ad essere conosciuto e i suoi ultimi successi lo fecero chiamare a Roma nel 1740, dove trovò uno zelante protettore nella persona del cardinale di York. Le sue due opere il Ricimero e l'Astianasse vi furono rappresentate nel medesimo anno. Nel 1741 andò a Bologna per scrivere l'Ezio.
Mattei riporta il seguente aneddoto sul suo soggiorno in questa città: Jommelli, andato in visita a padre Martini (già considerato come uno dei più sapienti musicisti d'Italia), si era presentato a lui come allievo, chiedendo di entrare nella sua scuola. Il maestro gli diede un soggetto di fuga che egli trattò con molta abilità.
-«Chi siete voi?», chiese Martini, «volete burlarvi di me? Sono io che voglio apprendere da voi!»
- «Il mio nome è Jommelli, sono io il maestro che deve scrivere l'opera per il teatro di questa città»
- «È un grande onore per questo teatro avere un musicista filosofo come voi, ma vi auguro di non trovarvi in mezzo a gentaglia corruttrice del gusto musicale».
Jommelli riferì più tardi di aver appreso molto nel suo colloquio col Martini, un uomo a cui mancava il genio, ma che vi suppliva con una grande sapienza musicale.
Dopo aver fatto rappresentare molte grandi opere a Roma e Bologna, Jommelli ritornò a Napoli dove scrisse per il Teatro San Carlo Artemisia (rifacimento di l'Eumene), che ottenne un successo strepitoso nel 1747 con Gioacchino Conti. In seguito si recò a Venezia, dove la sua Merope suscitò tanta ammirazione che il Consiglio dei Dieci lo nominò direttore del Conservatorio delle poverelle. Fu allora che compose i suoi primi brani di musica da chiesa, tra gli altri un Laudate a due cori e otto voci che è considerato una delle sue migliori produzioni in questo genere.
Richiamato a Roma nel 1748 per scrivere l'Artaserse, trovò nel cardinale Alessandro Albani un ammiratore del suo talento e un potente protettore. Nello stesso periodo, il cattivo stato di salute di Bencini, maestro di cappella di San Pietro in Vaticano, gli fece ottenere la nomina a suo coadiutore. Piccinni riporta a questo proposito un aneddoto poco credibile, secondo cui Jommelli non si sarebbe sentito in grado di superare l'esame severissimo necessario per ottenere la nomina a maestro di cappella a San Pietro, se non dopo aver studiato a lungo con padre Martini. Piccinni, però, confonde evidentemente le epoche, perché ciò avvenne otto anni prima dell'incontro bolognese di Jommelli con Martini. D'altronde, occorre dire che la musica eseguita in San Pietro era in uno stile concertato molto meno severo di quello che si osservava nella Cappella Sistina.
Jommelli rimase a Roma per cinque anni dove ebbe per allievo Christian Joseph Lidarti. Presentò le sue dimissioni nel maggio 1754 per andare a Stoccarda ad occupare il posto di maestro di cappella e compositore di corte che gli era stato offerto dal duca del Württemberg.
Durante il soggiorno di Jommelli a Stoccarda, che durò all'incirca vent'anni, si notarono alcune modifiche assai notevoli nel suo stile: influenzato dalla musica tedesca, diede alle sue modulazioni delle transizioni più frequenti e rinforzò la strumentazione. Questo cambiamento che si avverte nelle circa trenta opere composte in quel periodo, lo mise in buona luce presso il principe di cui era al servizio e gli diede la fama in Germania, ma gli nocque al suo ritorno in patria. Gli italiani erano allora sensibili particolarmente al fascino della melodia, la volevano spogliata da ogni ornamento estraneo e tutto ciò che poteva stornare l'attenzione da essa era considerato inopportuno. Le minime modulazioni tormentavano le orecchie ed il suono di uno strumento non era che un disturbo quando lo si faceva risaltare troppo.
D'altronde, la lunga assenza di Jommelli l'aveva fatto dimenticare, e gli toccò, in un certo qual modo, ricominciare tutto da capo.
Aveva più esperienza e talento acquisito con l'esercizio, ma meno giovinezza e abbondanza di idee; negli ultimi anni si era ritirato con la sua famiglia ad Aversa e morì a Napoli il 25 agosto 1774. La sua tomba si trova nella Chiesa di Sant'Agostino alla Zecca.

## Considerazioni sull'artista
Per ben apprezzare il merito di Jommelli come compositore drammatico, bisogna esaminare quali erano le forme dell'arte prima di lui: non c'è dubbio che nelle partiture di Scarlatti, Leo, Pergolesi e Vinci esistessero dei brani ammirevoli in cui l'invenzione della melodia brillava al più alto grado, .
Jommelli fu il primo a dare al recitativo obbligato l'energia e la giustezza di passione di cui questa bella parte della musica era suscettibile. Nella musica da chiesa fu sempre nobile e puro, la sua Messa da Requiem, il suo Miserere, il suo oratorio La passione saranno sempre modelli di bellezza reali nel loro genere.
Jommelli era istruito, scriveva bene nella sua lingua madre, in prosa come in versi, ed era un uomo di mondo e si esprimeva con eleganza. Burney, che lo vide nei suoi viaggi, dice che assomigliava molto a Händel, ma che era più elegante e amabile, sebbene i ritratti che di lui si conservano non ci diano proprio quest'impressione.

## Opere

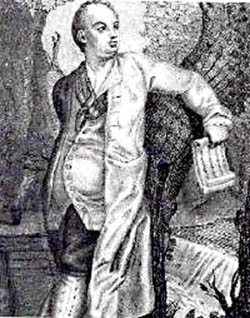
Niccolò Jommelli

### Opere serie
- Odoardo (Napoli, 1738)
- Ricimero re de' Goti (Roma, 1740)
- Astianatte (Roma, 1741) – libretto Antonio Salvi
- Ezio (Bologna, 1741) – libretto Metastasio
- Semiramide riconosciuta (Torino, 1741) – libretto Metastasio
- Merope (Venezia, 1741) – libretto Apostolo Zeno
- Eumene (Bologna, 1742) – libretto Apostolo Zeno
- Semiramide (Venezia, 1742) – libretto Francesco Silvani
- Tito Manlio (Torino, 1743) – libretto Gaetano Roccaforte
- Demofoonte (Padova, 1743) – libretto Metastasio
- Alessandro nell'Indie (Ferrara, 1744) – libretto Metastasio
- Ciro riconosciuto (Ferrara, 1744; Bologna, 1744, e Venezia, 1749) – libretto Metastasio
- Sofonisba (Venezia, 1746) – libretto Antonio Zanetti e Girolamo Zanetti
- Cajo Mario (Roma, 1746) – libretto Gaetano Roccaforte
- Antigono (Lucca, 1746) – libretto Metastasio
- Tito Manlio (nuova versione, Venezia, 1746, Bologna, 1758, e Stoccarda, 1761) – libretto Jacopo Antonio Sanvitale
- Didone abbandonata (Roma, 1747) – libretto Metastasio
- Achille in Sciro (Vienna, 1749; ripresa a Roma, 1771) – libretto Metastasio
- Artaserse (Roma, 1749) – libretto Metastasio
- Demetrio (Parma, 1749) – libretto Metastasio
- Didone abbandonata (nuova versione, Venezia, 1749, poi ripresa a Stoccarda, 1751 e 1763) - libretto Metastasio
- Cesare in Egitto (Roma, 1751) – libretto Giacomo Francesco Bussani
- Ifigenia in Aulide (Roma, 1751, poi ripresa a Mannheim, 1751, Barcellona, 1755, Praga, 1762, Kassel, 1766, Lisbona, 1776) – libretto Mattia Verazi
- Ipermestra (Spoleto, 1751) – libretto Metastasio
- Talestri (Roma, 1751) – libretto Gaetano Roccaforte
- Attilio Regolo (Roma, 1753)
- Bajazette (Torino, 1753) – libretto Agostino Piovene
- Fetonte (Stoccarda, 1753) – libretto Leopoldo de Villati
- La clemenza di Tito (Stoccarda, 1753) – libretto Metastasio
- Catone in Utica (Stoccarda, 1754) – libretto Metastasio
- Lucio Vero (Milano, 1754)
- Il giardino incantato (Stoccarda, 1755)
- Enea nel Lazio (Stoccarda, 1755) – libretto Mattia Verazi
- Penelope (Stoccarda, 1755) – libretto Mattia Verazi
- Il Creso (Roma, 1757) – libretto Giovacchino Pizzi
- Temistocle (Napoli, 1757) – libretto Metastasio
- Ezio (Stoccarda, 1758)
- Endimione (Stoccarda, 1759)
- Nitteti (Stoccarda, 1759) – libretto Metastasio
- Alessandro nell'Indie (Stuttgart, 1760) - libretto Metastasio
- Cajo Fabrizio (Mannheim, 1760) – libretto Mattia Verazi
- L'Olimpiade (Stoccarda, 1761) – libretto Metastasio
- Semiramide riconosciuta (Stoccarda, 1762)
- Demofoonte (Stoccarda, 1764; nuova versione)  libretto Metastasio
- Il re pastore (Ludwigsburg, 1764) – libretto Metastasio
- Temistocle (Ludwigsburg, 1765)
- Imeneo in Atene (Ludwigsburg, 1765)- libretto Silvio Stampiglia
- Il Vologeso (Ludwigsburg, 1766) – libretto Mattia Verazi
- Fetonte (Ludwigsburg, 1768)
- Armida abbandonata (Napoli, 1770; ripresa a Lisbona, 1773 e Firenze, 1775) – libretto Francesco Saverio de' Rogati
- Ifigenia in Tauride (Napoli, 1771) – libretto Mattia Verazi
- Il trionfo di Clelia (Napoli, 1774) – libretto Metastasio

### Azioni per musica
- L'isola disabitata (Londra, 1760 - Ludwigsburg, 1761) – libretto Metastasio
- Il trionfo d'amore (Ludwigsburg, 1763) – libretto Giampiero Tagliazucchi
- La pastorella illustre (Stoccarda, 1764) – libretto Giampiero Tagliazucchi

### Pasticci seri e comici
- La contessina (1743)
- Catone in Utica (1747)
- Merope (1749)
- Andromeda (1750)
- Euridice (1750)
- Armida placata (1750)
- César in Egipte (1751)
- Fetonte (Stoccarda, 1753) - libretto di Leopoldo de Villati
- I tre vecchi innamorati (1768)
- Arcadia in Brenta
- Vologeso

### Intermezzi, opere buffe e drammi serio-comici
- L'errore amoroso (Napoli, 1737) - libretto di Antonio Palomba
- Odoardo (Napoli, 1738)
- Don Chichibio (Roma, 1742)
- Didone abbandonata (Roma, 1747)
- L'amore in maschera (Napoli, 1748) - libretto di Antonio Palomba
- La cantata e disfida di Don Trastullo (Roma, 1749)
- Achille in Sciro, libretto di Pietro Metastasio (successo al Burgtheater di Vienna, 1749 con Vittoria Tesi)
- L'uccellatrice (Venezia, 1751) - libretto di Carlo Goldoni
- Il Parataio (Parigi, 1753) - revisione de L'uccellatrice
- La villana nobile (Palermo, 1751) - libretto di Antonio Palomba
- I rivali delusi (Roma, 1752)
- Don Falcone (Bologna, 1754)
- La critica (Ludwigsburg, 1766)
- Il matrimonio per concorso (Ludwigsburg, 1766) - libretto di Gaetano Martinelli
- Il cacciatore deluso ovvero La Semiramide in bernesco (Tubinga, 1767) - libretto di Gaetano Martinelli
- La schiava liberata (Ludwigsburg, 1768) - libretto di Gaetano Martinelli
- Armida abbandonata (Napoli, 1770) - libretto di Francesco Saverio De Rogati
- Ifigenia in Tauride (Napoli, 1771)
- L'amante cacciatore (Roma, 1771)
- Le avventure di Cleomede (1771) - libretto di Gaetano Martinelli
- Il giuoco di Picchetto (1772)
- La conversazione e L'accademia di musica (1775)
- La pellegrina

### Serenate e feste teatrali
- Perché da l'alta reggia (1747)
- Siam nel Parnaso, o amica (1751)
- La reggia de' Fati (1753)
- La pastorale offerta (1753)
- L'asilo d'amore (Stoccarda, 1758)
- Le cinesi (1765)
- Arcadia conservata (1765 c.)
- L'unione coronata (Stoccarda, 1768)
- Cerere placata (Napoli, Palazzo Berio, 1772) con Antonia Bernasconi e Giuseppe Aprile
- La partenza

### Oratori e cantate sacre
- Isacco figura del Redentore (1742) - libretto di Pietro Metastasio
- La Betulia liberata  (1743) - libretto di Pietro Metastasio
- Joas  (1745) - libretto di Pietro Metastasio
- Juda proditor (1745/46)
- La Passione di Gesù Cristo  (1749) - libretto di Pietro Metastasio
- Giuseppe glorificato in Egitto  (1749) - libretto di Pietro Metastasio
- Le spose di Elcana (1750)
- La natività della Beatissima Vergine (Ove son? Chi mi guida?) (1750)
- La gloriosa ascensione al cielo di Nostro Signor Gesù Cristo (1751)
- La natività della Beatissima Vergine (Che impetuoso è questo torrente) (1751)
- La natività della Beatissima Vergine (Non più: l’atteso istante) (1752)
- Il sacrificio di Gefte (1753)
- La reconciliazione della Virtù e della Gloria (1754)
- Gerusalemme convertita (1755)
- Il sogno di Nabucco (1755)

## Discografia
- Live at Ambronay Händel e Jommelli, Ghislieri Choir & Consort, Giulio Prandi, Redmond, Fumagalli (Amadeus) 2014
- Sacred works di Niccolò Jommelli (Roma, 1751), Ghislieri Choir & Consort, Giulio Prandi, Galli, Boncompagni, Selva, Basso, (Sony International - Deutsche Harmonia Mundi) 2013.